# 入間川 (埼玉県)
入間川（いるまがわ）は、埼玉県を流れる荒川水系の一級河川である。上流部は名栗川（なぐりがわ）とも呼ばれる。荒川の支流としては最長である。川越市古谷付近で荒川に合流する。
江戸時代の頃は、舟運が江戸の市中まで通じた。

## 地理
標高1,294 mの大持山の南東斜面に源を発し、飯能市、入間市、狭山市を流れ、その間に成木川、霞川、越辺川などの支流を合わせ、さいたま市と川越市の境界付近の川越市大字古谷本郷で荒川に合流する。
豊水橋から初雁橋間の左岸、および初雁橋から入間大橋間の右岸に自転車道（22.6 km）が整備されている。

## 名称
飯能河原の先、岩根橋より上流の旧名栗村の地域では名栗川と呼ばれているが、埼玉県では「入間川（清流 名栗川）」としている。さらに名栗の「名郷（）」集落より上流の源流域では、横倉入（）（別名：ナギノ入）と呼ばれている。
狭山市の流域には1954年まで埼玉県入間郡入間川町が存在していた。現在も「狭山市入間川」という地名として残されている。最寄の西武新宿線狭山市駅の旧称も「入間川駅」であった。

## 歴史
古代の入間川は単独で東京湾へ注いでいた（最下流は隅田川）。荒川は入間川とは合流していなかったが、江戸時代の1629年に荒川の付替えが行われ、熊谷市久下から現在の荒川合流点まで開削し、現在の流れが形作られた（利根川東遷事業も参照）。
また、さらに古くは現在の入間川が荒川に合流するあたりから下流の旧入間川は現在の流路より北部を蛇行して流れていた。今より浦和市街に近い位置で、大宮台地を避けるように蛇行していた。流路はいくつかの河川や排水路として現在も面影をとどめている。
また昭和期の航空写真では旧流路に人家が少なく、河道だった場所に水田などの農地があり、川岸に形成された自然堤防に沿って集落があったため、くっきりと流路が確認できる。現在の河川に則すると新川、鴨川、大久保排水路、作田排水路、合野谷排水路、田島排水路、辻用水、芝川（網代橋～青木水門）、毛長川あたりを流れていた。1596年（慶長元年）に関東で発生した100年に一度と云われた大洪水が契機となり、土屋村（現さいたま市西区土屋）付近に伊奈忠次により堤が築かれて乱流していた入間川が締め切られて西側の現在の荒川に近い流れに纏められた。これにより旧流路は上述の河川群となった。
江戸では火災が多発し木材が足りなくなると、入間川を使い、名栗村から大量の木材を運び入れた。その木材は、江戸の西の川から運んだことから「西川材」と呼ばれるようになった。

## 生物
サケが遡上するのは本州の太平洋側では利根川以北とされており、入間川にサケは生息していないと見られていた。しかし、釣り人の証言と上流にイワナやヤマメが生息していた事から、広く環境教育として「入間川にサケを放す会」がサケを放流している（市報『広報川越』にも掲載）。一部では入間川の生態系を破壊する行為だとして論争となっていた。荒川水系の水質保全活動に関する各団体で構成される「新河岸川水系水環境連絡会」は、ウェブサイト上に「もともとその川にいないサケを放すことに賛同できない」との意見を掲載するなど、サケの放流に懸念を表明していた。また、埼玉県生態系保護協会においても、研究員の安東正行が「国も特定外来生物被害防止基本方針の中で、人為的な放流に懸念を示している。サケの分布は太平洋側では利根川以北で、荒川水系への放流は地域の生物多様性に影響を及ぼす恐れがある」と述べるなど、入間川へのサケの放流は生物多様性を破壊する行為だと指摘している。一方、入間川にサケを放す会の会長は「外来魚のブラックバスを放すのとは違う」「利根川より南でもサケが上ることはよくある」と反論している。
また、サケの回帰率は南にいくほど低くなり、北海道では約5パーセントに達するのに対して茨城県では約1パーセントに過ぎない。そのため、利根川以南の入間川でサケを放流しても、遡上する可能性は極めて低いと考えられている。安東正行はその点に言及し「帰ってくる見込みがほとんどない稚魚を放流して命の大切さを教えるのはどうだろうか」と指摘している。一方、入間川にサケを放す会の会長は「荒川は利根川とほぼ同じ緯度、経度を流れているので問題ない」と反論するとともに、さいたま市の秋ケ瀬取水堰でサケを釣った人がいた、などと主張している。さらに、取水堰の存在がサケの遡上を妨害していると主張し、もともと生息していなかったサケのために魚道を整備するよう国や県に要求している。
なお、環境省の所管する国立環境研究所では、外来生物を収録した「侵入生物データベース」において、ブラックバスと同じくサケも外来生物のひとつとして分類している。「侵入生物データベース」によれば、日本におけるサケの自然分布は「日本沿岸（北海道、本州の利根川以北太平洋側と九州以北日本海側）」とされており、そのほかの「千葉（栗山川）、東京（多摩川）等」にてみられるサケは外来生物（国内外来種）として侵入したものだとされている。そのため、入間川小学校の生徒たちが夏場に入間川に直接入って、業者と外来生物の除去作業を行っていた。
近年は観光的なイベントとしてブラックバスなど外来種の試食会が開かれている。

## 流域の自治体
埼玉県
飯能市、入間市、狭山市、川越市、比企郡川島町

## 支流
上流から
- 有間川
- 中藤川
- 成木川
- 前堀川
- 霞川
- 越辺川 - 入間川最大の支流
- 安藤川（安藤川放水路）
- 横塚川
- 麦生川

## 用水路
- 入間北部第二用水路（飯能市小瀬戸付近を流れる入間川より取水した宮沢湖の水を導水している[10]）
- 根堀用水（笹井ダムより取水し西へ流れる）
- 赤間川（「入間第二用水」・「入間川第二用水」と称する。笹井ダムより取水し北東に流れ、新河岸川に合流する）
- 伊佐沼代用水路（菅間堰より取水し南へ流れ、一部は伊佐沼に流入する。）

## 河川施設

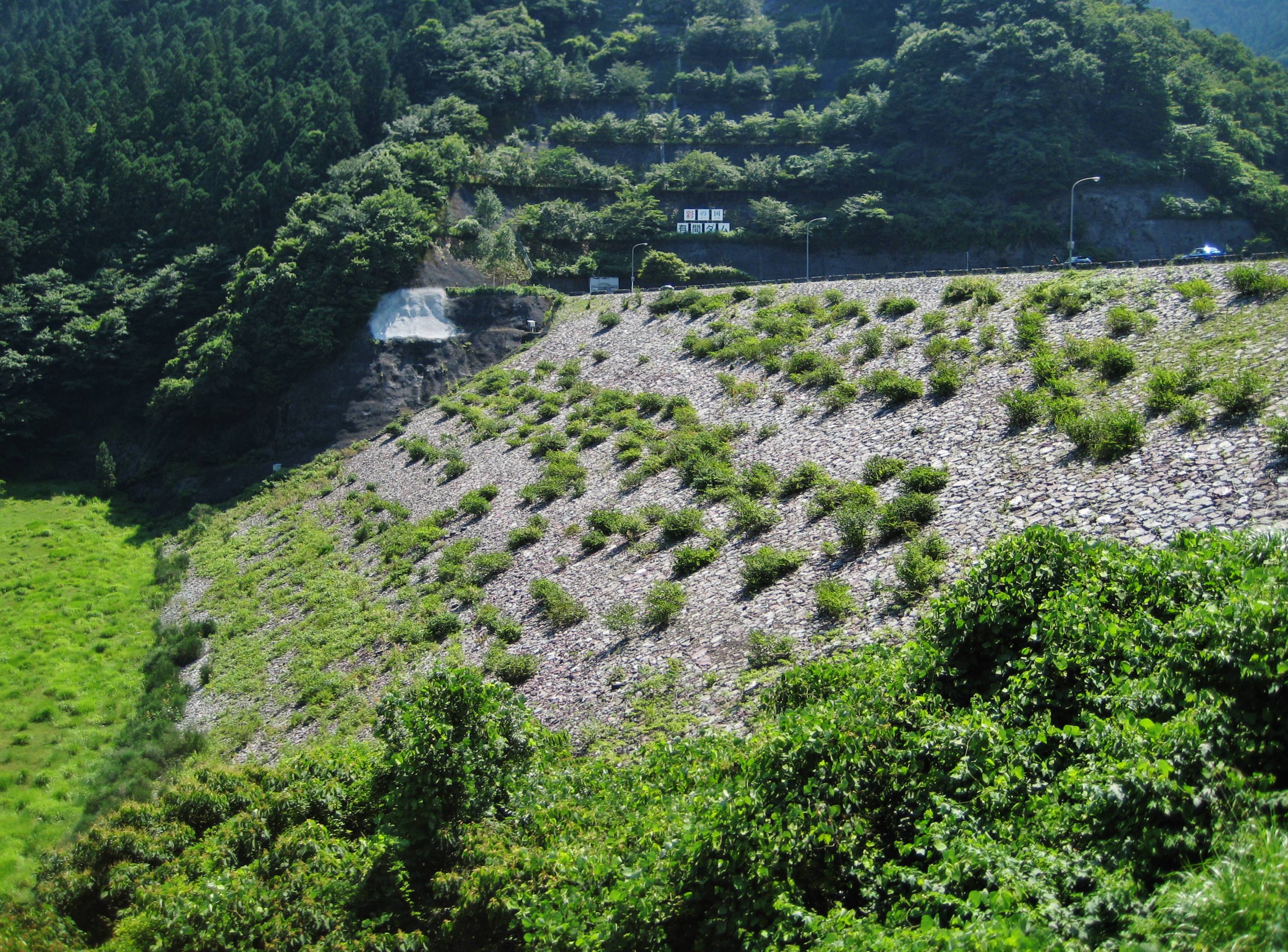
有間ダム

- 有間ダム
- 笹井ダム

## 流域の観光地
- 名栗渓谷
- さわらびの湯
- 天覧山
  - 能仁寺
- 飯能河原 - 岩根橋より下流の河原[11]。

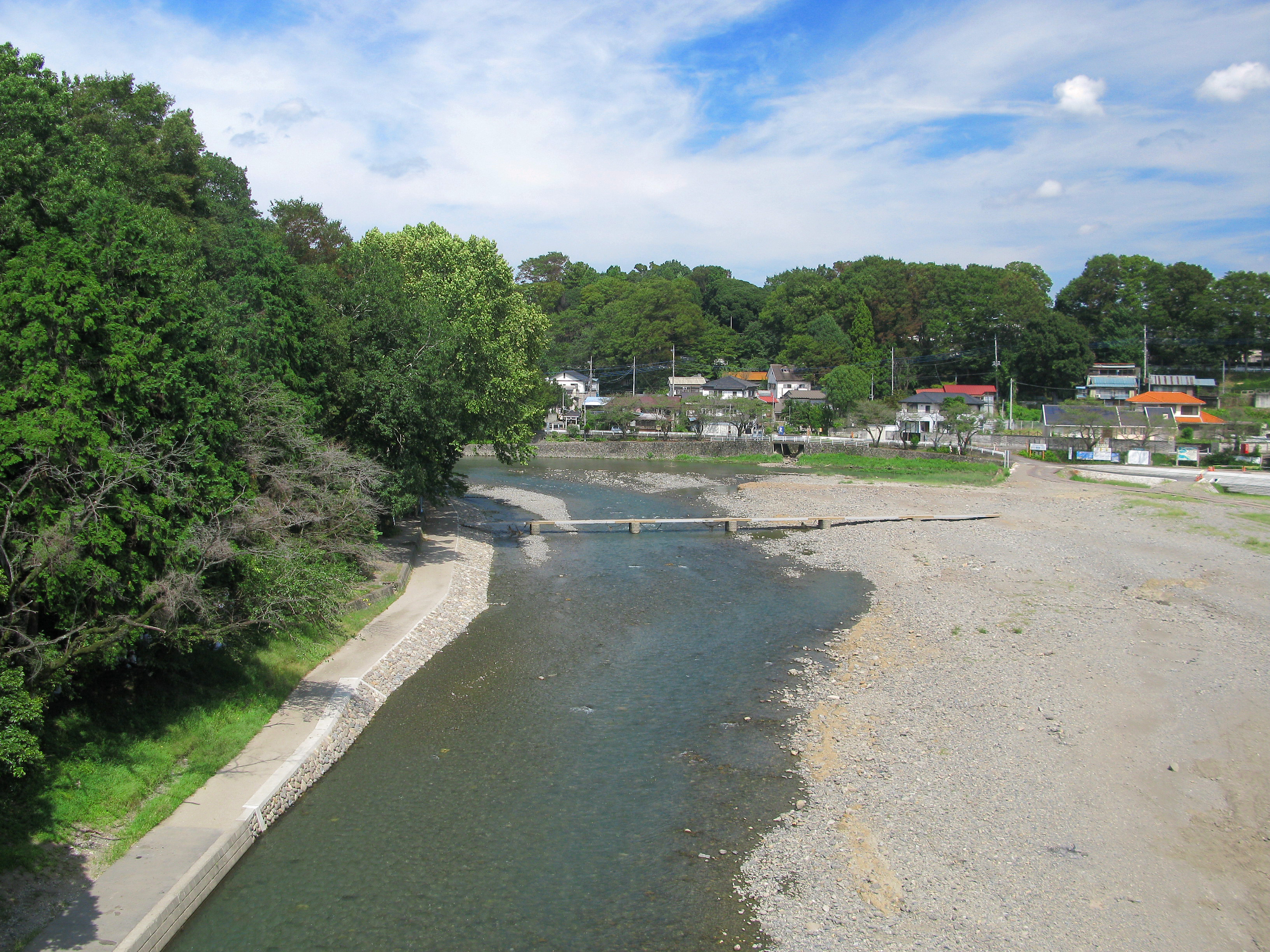
飯能河原を流れる入間川

吾妻峡・ドレミファ橋

  - 吾妻峡 - 岩根橋より上流、飯能市大河原・永田にまたがる渓谷。ドレミファ橋（平水時のみ通行可）を始めとする散策路が整備されている。アニメ『ヤマノススメ』にも登場[11]。なお群馬県の吾妻峡（吾妻渓谷）とは別。
- 狭山稲荷山公園 - 桜の名所
- 智光山公園
- サイボクハム
- 川越水上公園
- 河越館

## 橋梁
上流より記載
- 諏訪橋
- 名栗川橋
- 四海橋（埼玉県道53号青梅秩父線）
- 有間橋
- 小出橋
- 柏木橋（埼玉県道53号青梅秩父線）
- 一ノ瀬橋
- 二ノ瀬橋（埼玉県道70号飯能下名栗線）
- 大正橋
- 石原橋（埼玉県道221号原市場下成木線）
- 唐竹橋
- 開運橋
- 扇橋
- 千歳橋
- 吾妻大橋
- 飯能茜台大橋
- 岩根橋（埼玉県道28号青梅飯能線）
- 割岩橋 - 人道橋
- 矢久橋
- 飯能大橋（美杉台通り）
- 矢川橋
- 加治橋（埼玉県道218号二本木飯能線）
- 入間川橋梁（JR八高線）
- 阿岩橋
- 入間上橋
- 旧入間川橋梁（西武池袋線（旧線））
- 入間川橋梁（西武池袋線）
- 中橋

割岩橋

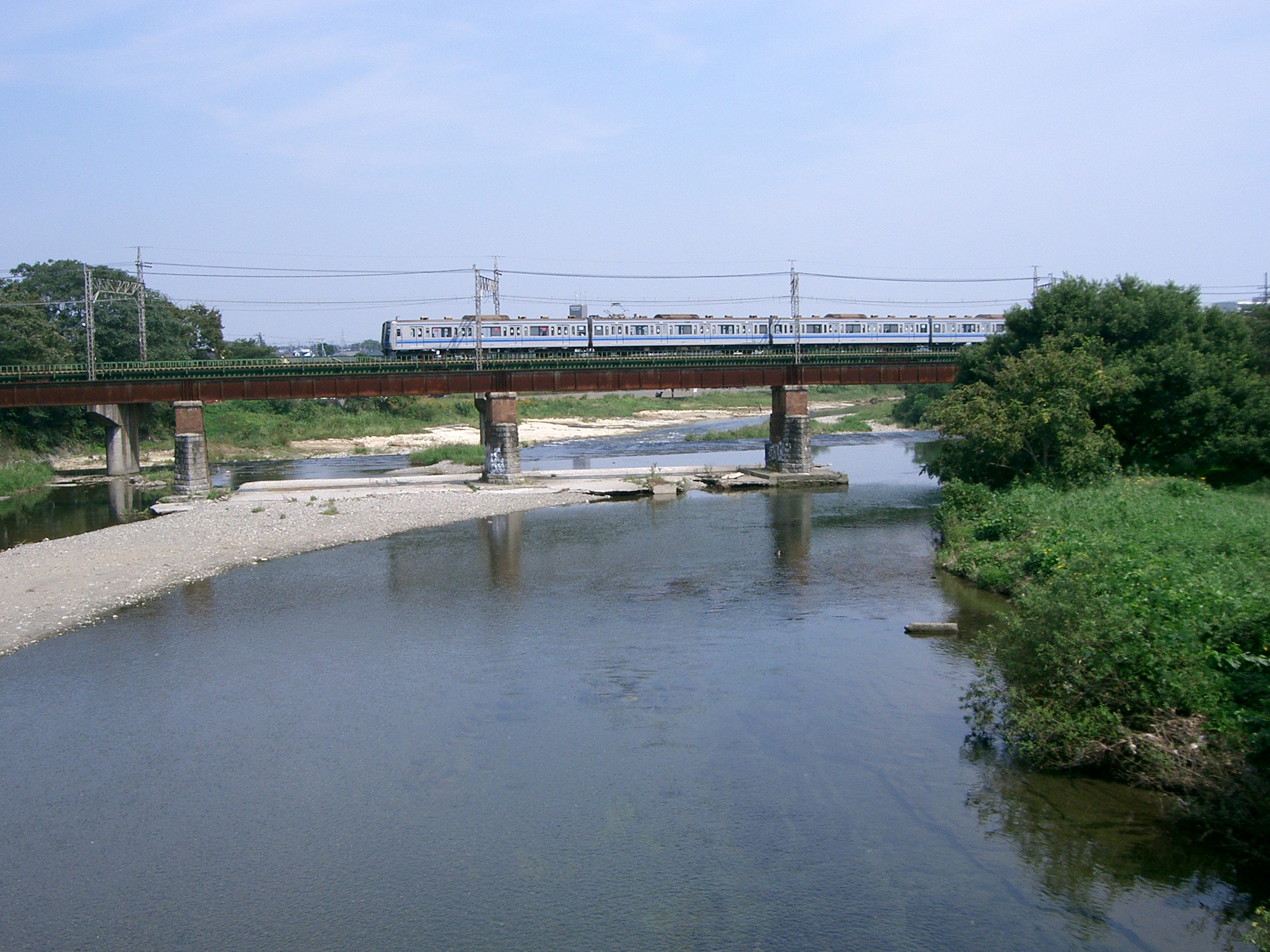
入間川橋梁（西武池袋線）

新豊水橋より

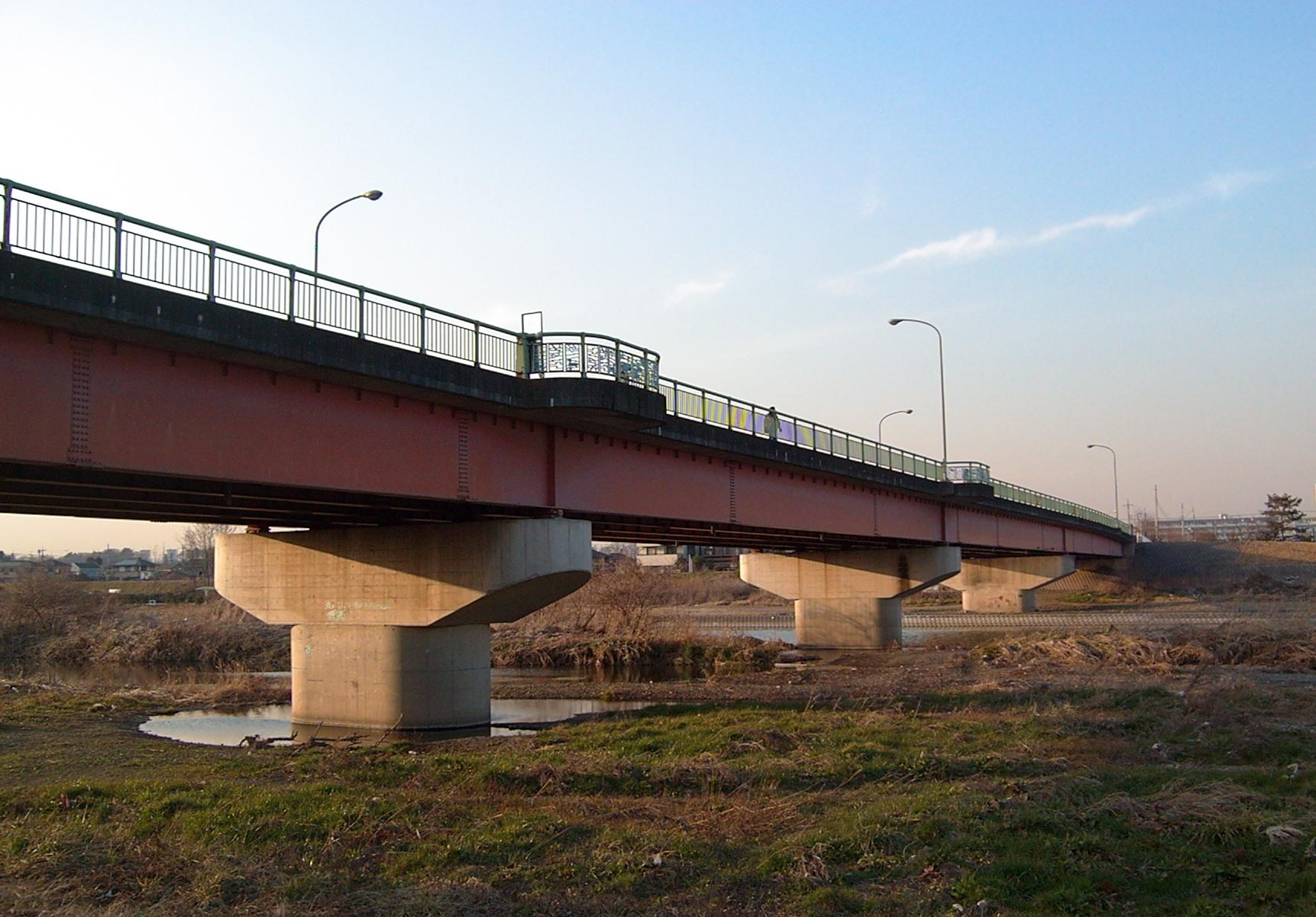
広瀬橋

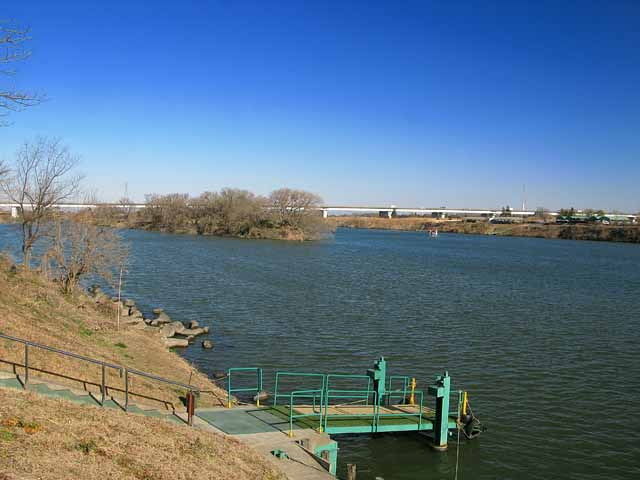
入間川と荒川の合流点

- 新豊水橋（首都圏中央連絡自動車道、国道299号 - バイパス）
- 豊水橋（国道299号）
- 広瀬橋（狭山市道幹73号線[12]）
- 本富士見橋（狭山市道幹5号線[12]）
- 新富士見橋（埼玉県道262号日高狭山線）
- 昭代橋（埼玉県道261号笠幡狭山線）
- 狭山大橋（狭山環状有料道路）
- いるまがわ大橋（狭山市道幹75号線[12]）
- 入間川水管橋 - 水管橋
- 八瀬大橋（埼玉県道114号川越越生線）
- 入間川橋（関越自動車道）（これより上流は埼玉県、下流は国土交通省が管理[13]）
- 初雁橋（埼玉県道15号川越日高線）
- 入間川橋梁（JR川越線）
- 入間川橋梁（東武東上本線）
- 川越橋（川越市道17号線）
- 雁見橋（埼玉県道39号川越坂戸毛呂山線）
- 平塚橋（埼玉県道256号片柳川越線）
- 落合橋（国道254号）
- 釘無橋（埼玉県道12号川越栗橋線）
- 出丸橋 - 冠水橋（川島町道1－11号線[14]）
- 入間大橋（埼玉県道51号川越上尾線）
- 新上江橋（国道16号外回り）
- 上江橋（国道16号内回り）